# Łatwa forsa
Łatwa forsa – kanadyjska komedia kryminalna z 1998 roku.

## Główne role
- Marlon Brando - Warden Sven Szwed Sorenson
- Donald Sutherland - Sędzia Rolf Rausenberger
- Charlie Sheen - Bud Dyerson
- Thomas Haden Church - Larry
- Mira Sorvino - Agent Karen Polarski
- Martin Sheen - New Warden
- David Arquette - Ned Jebee
- Jean Pierre Bergeron - Lauter
- Rémy Girard - Louis
- Roc LaFortune - Dwayne
- Roy Dupuis - Turek
- Christin Watson - Inga
- Holly Watson - Liv
- James Hyndman - Mack
- Frank Fontaine - Szeryf Earl Knudsen

## Fabuła
Bud i Larry prowadzą niełatwe życie. Obaj mieszkają w małym miasteczku, pierwszy jest barmanem, a drugi pracuje w pomocy drogowej. Ale kłopoty zaczynają się, gdy ich dziewczyny - siostry-bliźniaczki - oznajmiają im, że są w ciąży. To nic, bo ich ojcem jest komendant więzienia znany jako "Szwed" - okrutnik i sadysta. Żeby się ustawić i sprezentować się przyszłemu teściowi obaj wpadają na pewien pomysł: szybko się wzbogacić i uciec z miasta. Akurat jest okazja, bo do miasteczka ma przyjechać pociąg-widmo z zużytymi banknotami.